# Südfrösche
Die Einteilung der Lebewesen in Systematiken ist kontinuierlicher Gegenstand der Forschung. So existieren neben- und nacheinander verschiedene systematische Klassifikationen. 
Das hier behandelte Taxon ist durch neue Forschungen obsolet geworden oder ist aus anderen Gründen nicht Teil der in der deutschsprachigen Wikipedia dargestellten Systematik.

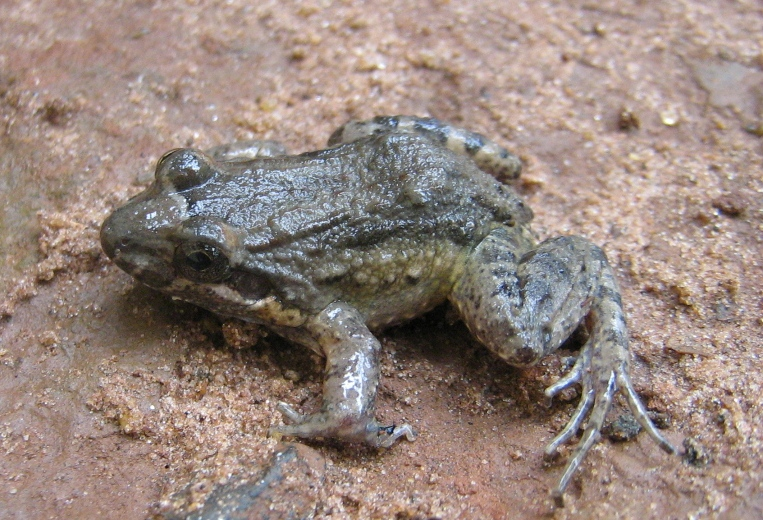
Leptodactylus podicipinus (jetzt: Familie Leptodactylidae i. e. S.)

Die Südfrösche (Leptodactylidae im weiteren Sinn, Werner, 1896), auch Pfeiffrösche, wurden als ein sehr artenreiches Taxon der Froschlurche (Anura) zusammengestellt. Später stellte sich heraus, dass dieses Sammeltaxon nach phylogenetischen Gesichtspunkten paraphyletisch war. Die ehemaligen Unterfamilien dieser riesigen Froschfamilie waren über den gesamten südlichen Teil der Neuen Welt verteilt. Ihr Verbreitungsgebiet reichte von Süd- und Mittelamerika bis auf die Inseln der Karibik und in Ausläufern nach Mexiko und die südlichen Vereinigten Staaten. Die hier dargestellte Systematik der Südfrösche in fünf Unterfamilien und über 1000 Arten gilt inzwischen als veraltet, hat aber forschungsgeschichtliche Bedeutung. Nach mehreren Revisionen wurde ab 2006 eine Aufteilung der Gattungen und Arten auf diverse, teils neue Familien vorgenommen (vgl. Calyptocephalellidae, Ceratophryidae, Cycloramphidae, Eleutherodactylidae, Leptodactylidae, Telmatobiidae und Craugastoridae).
Der Trivialname Südfrösche kommt daher, dass die Verbreitungsgebiete dieser Froschlurche, zu denen neben den amerikanischen Vertretern früher auch noch Froschlurchtaxa wie die südafrikanischen Gespenstfrösche (Heleophrynidae) und die Australischen Südfrösche (Myobatrachoidea) gezählt wurden, vorwiegend in der südlichen Hemisphäre liegen.

## Merkmale, Lebensweise
Als anatomische Übereinstimmung weisen die Südfrösche procoel geformte (vorne ausgehöhlte) Rückenwirbel und einen beweglichen Schultergürtel auf. Äußerlich gibt es dagegen eine enorme Formenvielfalt: Während beispielsweise viele der rund 700 Arten der Antillen-Pfeiffrösche (Eleutherodactylus) mit kaum mehr als drei bis vier Zentimetern (teilweise deutlich weniger; vgl. Monte-Iberia-Fröschchen) sehr klein bleiben und Arten der Gattung Crossodactylodes nur 12 Millimeter Körpergröße erreichen, kann der Südamerikanische Ochsenfrosch (Leptodactylus pentadactylus) beachtliche 18 Zentimeter groß werden. Auch einige Arten der Hornfrösche (Ceratophrys) wirken mit ihren riesigen Köpfen sehr massig und können durchaus Mäuse verschlingen. Der einer Kröte gleichende chilenische Helmkopf (Caudiverbera caudiverbera) aus der Unterfamilie der Anden-Pfeiffrösche gehört ebenso zu den Riesen unter den Südfröschen.
Die Pupillen können waagerecht oder senkrecht gestellt sein; Schwimmhäute können vorhanden sein oder fehlen. Einige Arten weisen Haftscheiben an den Fingern auf, ähnlich wie Laubfrösche, und klettern in der Vegetation; andere besiedeln nur Habitate am Waldboden und sind gute Springer, leben grabend oder aber ausschließlich aquatil (beispielsweise der Marmorierte Anden-Pfeiffrosch, Telmatobius marmoratus, im Titicacasee). Die winzigen Crossodactylodes-Arten verbringen ihren gesamten Lebenszyklus in den Blatttrichtern von Ananasgewächsen.

## Fortpflanzung
Die Vertreter der Unterfamilie Leptodactylinae verfügen über laute, pfeifende Rufe. Bei der Fortpflanzung ist auffällig, dass viele Südfrösche ihre Eier nicht in Gewässern ablegen, sondern in Erdvertiefungen und zwischen Falllaub oder auch – wie die Echten Pfeiffrösche (Leptodactylus) – in ein selbst fabriziertes Schaumnest. Einige betreiben dabei Brutpflege, indem sie das Gelege bewachen und befeuchten sowie ein Imponierverhalten (Aufblasen, Maul-Aufreißen, Stoßbewegungen, Schreie) gegenüber potenziellen Fressfeinden zeigen. Die artenreichen Antillen-Pfeiffrösche (Eleutherodactylus) legen ihre wenigen, relativ großen Eier ohne eine Schaummasse an Land ab, wo sich die Keimlinge über ein kaulquappenartiges Zwischenstadium mit einem großflächigen Schwanz zu einem Frosch umwandeln oder sogar die gesamte Larvenphase in der Eihülle durchlaufen, ohne ein Gewässer zu benötigen.

## Sonstiges
- Manche Arten, insbesondere der Hornfrösche, verhalten sich ausgesprochen aggressiv und stellen sich verteidigend gegen gleich große und sogar wesentlich größere Angreifer (einschließlich Menschen!), was für Froschlurche ein sehr ungewöhnliches Verhalten ist.
- Große Arten wie der Südamerikanische Ochsenfrosch oder manche Anden-Pfeiffrösche gehören zum Nahrungsspektrum der örtlichen Bevölkerung.
- 2008 wurde ein sehr großer, ausgestorbener Südfrosch aus der Oberkreide von Madagaskar beschrieben. Beelzebufo war nahe mit den Hornfröschen (Ceratophrys) verwandt. Seine Entdeckung ist ein Hinweis auf eine Landverbindung zwischen Südamerika über die Antarktis nach Madagaskar in der Kreidezeit.

## Frühere Systematische Unterteilung
Die hier dargestellte Systematik der Südfrösche mit ihrer Aufteilung in Unterfamilien, Gattungen und Arten ist inzwischen veraltet. Die fünf Unterfamilien wurden 2006 zu Familien erhoben, die Gattungen nach phylogenetischen Gesichtspunkten teilweise neu verteilt, viele Gattungen wurden neu beschrieben (siehe nun: Calyptocephalellidae, Ceratophryidae, Cycloramphidae, Eleutherodactylidae, Leptodactylidae, Telmatobiidae, Craugastoridae).
- ehemalige Unterfamilie Ceratophryinae Tschudi, 1838
  - Gattung Ceratophrys Wied-Neuwied, 1824 – Hornfrösche
  - Gattung Chacophrys Reig & Limeses, 1963
  - Gattung Lepidobatrachus Budgett, 1899
  - Gattung Macrogenioglottus Carvalho, 1946
  - Gattung Odontophrynus Reinhardt & Lütken, 1862
  - Gattung Proceratophrys Miranda-Ribeiro, 1920 (vgl.: Brauns Pfeiffrosch)
  - Gattung Beelzebufo † Evans, Jones & Krause, 2008[2]
- ehemalige Unterfamilie Cycloramphinae Bonaparte, 1850
  - Gattung Crossodactylodes Cochran, 1938
  - Gattung Crossodactylus Duméril & Bibron, 1841
  - Gattung Cycloramphus Tschudi, 1838
  - Gattung Hylodes Fitzinger, 1826
  - Gattung Megaelosia Miranda-Ribeiro, 1923
  - Gattung Paratelmatobius Lutz & Carvalho, 1958
  - Gattung Rupirana Heyer, 1999
  - Gattung Scythrophrys Lynch, 1971
  - Gattung Thoropa Cope, 1865
  - Gattung Zachaenus Cope, 1866
- Unterfamilie Eleutherodactylinae Lutz, 1954
  - Gattung Adelophryne Hoogmoed & Lescure, 1984
  - Gattung Atopophrynus Lynch & Ruiz-Carranza, 1982
  - Gattung Barycholos Heyer, 1969
  - Gattung Dischidodactylus Lynch, 1979
  - Gattung Eleutherodactylus Duméril & Bibron, 1841 – Antillen-Pfeiffrösche (vgl.: Monte-Iberia-Fröschchen)
  - Gattung Euparkerella Griffiths, 1959
  - Gattung Geobatrachus Ruthven, 1915
  - Gattung Holoaden Miranda-Ribeiro, 1920
  - Gattung Ischnocnema Reinhardt & Lütken, 1862
  - Gattung Phrynopus Peters, 1873
  - Gattung Phyllonastes Heyer, 1977
  - Gattung Phyzelaphryne Heyer, 1977
- ehemalige Unterfamilie Leptodactylinae Werner, 1896
  - Gattung Adenomera Steindachner, 1867
  - Gattung Edalorhina Jiménez de la Espada, 1871
  - Gattung Hydrolaetare Gallardo, 1963
  - Gattung Leptodactylus Fitzinger, 1826 – Echte Pfeiffrösche
  - Gattung Limnomedusa Fitzinger, 1843
  - Gattung Lithodytes Fitzinger, 1843
  - Gattung Physalaemus Fitzinger, 1826
  - Gattung Pleurodema Tschudi, 1838
  - Gattung Pseudopaludicola Miranda-Ribeiro, 1926
  - Gattung Vanzolinius Heyer, 1974
- ehemalige Unterfamilie Telmatobiinae Fitzinger, 1843
  - Gattung Alsodes Bell, 1843
  - Gattung Atelognathus Lynch, 1978
  - Gattung Batrachophrynus Peters, 1873
  - Gattung Batrachyla Bell, 1843
  - Gattung Caudiverbera Laurenti, 1768 – Helmkopf
  - Gattung Eupsophus Fitzinger, 1843
  - Gattung Hylorina Bell, 1843
  - Gattung Insuetophrynus Barrio, 1970
  - Gattung Somuncuria Lynch, 1978
  - Gattung Telmatobius Wiegmann, 1834 – Anden-Pfeiffrösche (vgl.: Titicaca-Riesenfrosch)
  - Gattung Telmatobufo Schmidt, 1952